# Arabis amplexicaulis
Arabis amplexicaulis är en korsblommig växtart som beskrevs av Michael Pakenham Edgeworth. Arabis amplexicaulis ingår i släktet travar, och familjen korsblommiga växter. Inga underarter finns listade i Catalogue of Life.